# Mohamed Boullouh
Mohamed Boullouh de son nom complet Mohamed Zirari Boullouh (en arabe : محمد زراري بوللوح), surnommé Moha, né le 11 avril 2005 à Cornellà de Llobregat (Espagne), est un joueur de futsal international marocain.

## Biographie

### Carrière en club
Mohamed Boullouh naît et grandit à Cornellà de Llobregat à Barcelone en Espagne au sein d'une famille marocaine. Il est surnommé 'Moha' dans le monde du futsal en Espagne.
Il est inscrit très tôt au futsal, où il évolue d'abord avec la catégorie des jeunes de l'AE Bellsport L'Hospitalet, club situé à L'Hospitalet de Llobregat et évoluant en D2 espagnole.

#### Viña Albali Valdepeñas et prêt (2023-)
Le 26 juillet 2023, il s'engage pour deux saisons au Viña Albali Valdepeñas, rejoignant d'abord les rangs de l'équipe B. Le 15 octobre 2023, il fait ses débuts professionnels en Liga.
En janvier 2024, il est prêté au Pesaro Calcio en Serie A,,.
Durant l'été 2025, il change de club pour s'engager avec le Ecocity Futsal pensionnaire de Serie A.

### Carrière internationale

#### Entre la Catalogne et le Maroc
En 2017, il reçoit plusieurs sélections avec l'équipe de Catalogne de futsal,. Avec cette équipe, il est nommé meilleur ailier gauche de la division d'honneur nationale lors de la saison 2022-2023,.
Changeant sa nationalité sportive en 2022, il rejoint l'équipe du Maroc -19 ans. Il dispute ainsi la Futsal Week Summer U19 en juillet 2023 à Poreč en Croatie. Il termine ainsi finaliste et meilleur buteur de ce tournoi avec cinq buts en quatre matchs.
Avec l'équipe du Maroc -23 ans, il dispute quatorze matchs et inscrit sept buts, dont un doublé contre l'équipe première de Suède à Alingsås (victoire, 6-2),.

#### Maroc A
En novembre 2023, il fait ses débuts avec l'équipe première du Maroc à l'occasion d'une double confrontation amicale contre la Libye à Salé, inscrivant par la même occasion son premier but international, lors de la première confrontation (victoire, 6-2).
En août 2024, il est sélectionné par Hicham Dguig pour prendre part à des matchs amicaux de préparation pour la Coupe du monde de futsal. Plus tard, en septembre, il n'est finalement pas inclus dans la liste finale pour participer à la Coupe du monde de futsal en Ouzbékistan,.

## Style de jeu
Moha occupe le poste d'ailier, une position où il se distingue par sa capacité en un contre un, sa puissance et son instinct de buteur.

## Statistiques

### En sélection
Le tableau suivant liste les rencontres de l'équipe du Maroc auxquelles Mohamed Boullouh a pris part depuis le 23 novembre 2023 :

## Palmarès
- 2022 : Meilleur ailier gauche de la division d'honneur nationale lors de la saison 2022-2023 avec l'AE Bellsport[8],[3].
- 2023 : Meilleur buteur du Tournoi international U19 de Poreč (5) avec le Maroc -19 ans[3].
- 2023 : Finaliste du Tournoi international U19 de Poreč avec le Maroc -19 ans[3].
- 2024 : Vainqueur du tournoi international du Vietnam avec le Maroc -23 ans[16],[17].